# チャールズ・ジョーキン
チャールズ・ジョン・ジョーキン（英語: Charles John Joughin [ˈdʒɔkɪn]、1878年8月3日 - 1956年12月9日）は、客船タイタニック号のパン焼き主任だった人物。同船の沈没事故で海に投げ出されるもウィスキーを大量に飲んでいたおかげで長時間泳ぐことができ、生還を果たした。

## 経歴
1878年8月3日、イギリス・イングランド・バーケンヘッドに軍への食糧供給業者 (licensed victualler) であるジョン・エドワード・ジョーキン (John Edwin Joughin, 1846-1886) とその妻エレン・旧姓クロンブルホーム (Ellen, née Crombleholme, 1850-1938) の長男として生まれた。
11歳の頃の1889年から海で働くようになり、後にホワイト・スター・ライン社に入社した。1906年11月17日にリヴァプールでルイーズ・ウッドワード(Louise Woodward, 1879-1919)と結婚。オリンピック号での勤務を経て1912年4月4日にサウサンプトン港から処女航海に出たタイタニック号にパン焼き主任として配属された。

### タイタニック沈没事故

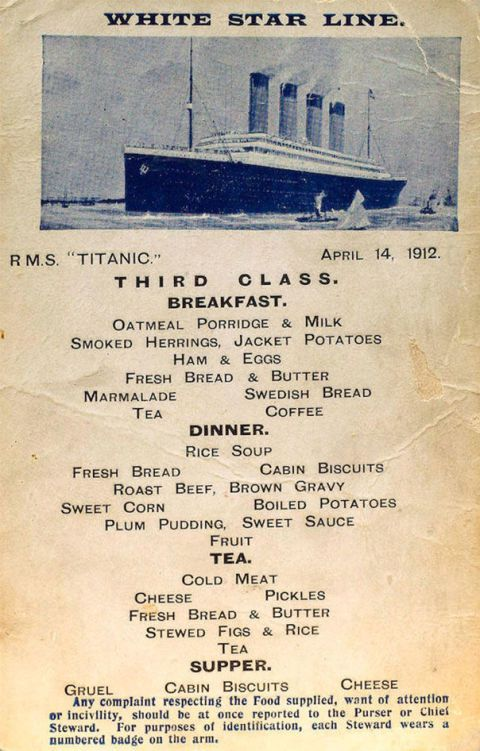
1912年4月14日の三等船客用メニュー

4月14日午後11時40分にタイタニックが氷山に衝突、翌15日に入った午前0時20分頃から救命ボートの準備が開始された。これを知ったジョーキンはただちに乗組員から志願者を募って小グループを作り、右舷ボートを担当していた一等航海士マードックを手伝った。自ら先頭に立って三等船室を何度も往復して女子供をボートへ誘導して彼女らをボートに押し込んだ。ジョーキンは航海技術を身に着けていたため、10号ボートの指揮を割り当てられていたが、ボートに乗ることを拒否して船に留まった。
ジョーキンは生き延びることができないことを覚悟し、午前1時20分頃にEデッキの自室へ戻ると船医の勧めに従って死の苦痛を麻痺させるために酒を飲むことにしたが、部屋への浸水が始まっていたため、ボートデッキへ戻り、カフェ・パリジャンの食品庫に入ってウイスキーを飲み続けた。
船が船首方向にどんどん傾いていく沈没直前の午前2時15分頃、ジョーキンはパン焼き場の食品庫の鉄のドアにカギをかけ、食品庫の壁に背中を預けて傾斜を利用して最期の酒を「乾杯」と言いながら飲み干していた。その時、突然大きな衝撃と鉄の塊が裂けるような音がして床が水平に戻った（船体がへし折れた）。何事かと思ったジョーキンは食品庫から出たが、パニックになっている群衆の姿を見て怖くなり、この群衆を避けたい一心で右舷の手すりから海へ飛び降りようとした。ちょうどその時、タイタニックの切断された船尾部分が左舷側に傾き始めたため、人々は坂から転がり落ちるように左舷に向かって海へ落ちていったが、ジョーキンは酔っぱらっていたにもかかわらず驚くべき平衡感覚を発揮して右舷の手すりに這い上がって横に歩き始め、沈みゆく船尾のてっぺん辺りに陣取って沈没ギリギリの瞬間まで船上に残った。
いよいよタイタニックが完全沈没しようという午前2時20分、ジョーキンは波が靴を洗い、ぼんやりとした赤い舷窓の明かりが水面下に滑り落ちた瞬間を見計らって大西洋に飛び込んだ。ウイスキーを大量に飲んでいたジョーキンは冷たい海中に落ちても他の人々のように体中を針で刺されるような苦痛を感じることがなかったという。他の人々が20分以内に低体温症で意識を失って死んでいったのに対し、ジョーキンはほとんど明け方まで泳いだ末にライトラーが指揮するひっくり返ったB号ボートにたどり着いて救出された。そのため後に「あの夜、タイタニックから振り落とされた他の誰よりも長く海中にいて生き延びた平均的な体格の男」と評された。

### タイタニック後
事件後、リヴァプールへ戻り、5月10日にはタイタニック沈没を巡る英国海難委員審査会で証言を行った。
1914年に第一次世界大戦が勃発すると海軍に従軍。1916年9月14日には彼がパン焼き係として乗船していた蒸気船コングレス(SS Congress)がサンフランシスコからシアトルへ航海していた際、沖合から30マイルから50マイルぐらいの位置で船内火災が発生して沈没した。彼を含む乗船者は全員ボートで脱出した。彼にとっては二度目の沈没体験となった。
妻ルイーズが出産による合併症で死去した後、残った2人の子供を残して1921年頃にアメリカのニュージャージー州パサイク郡パターソンへ移住した。 そこでアニー・エリナー・"ネリー"・ホワース・コール旧姓リプリー (Annie Eleanor "Nellie" Howarth Coll, née Ripley, 1870-1943) と結婚し、1944年に死別するまで彼女と暮らした。1944年に引退するまでアメリカン・エクスポート・ライン社で勤務し、第二次世界大戦中には軍の兵員海上輸送に従事していた。
1955年に出版されたウォルター・ロードの「忘れえぬ夜 (A Night to Remember) 」で証言を行った。1956年12月9日にパターソン病院で死去。